# William Lincoln Bakewell

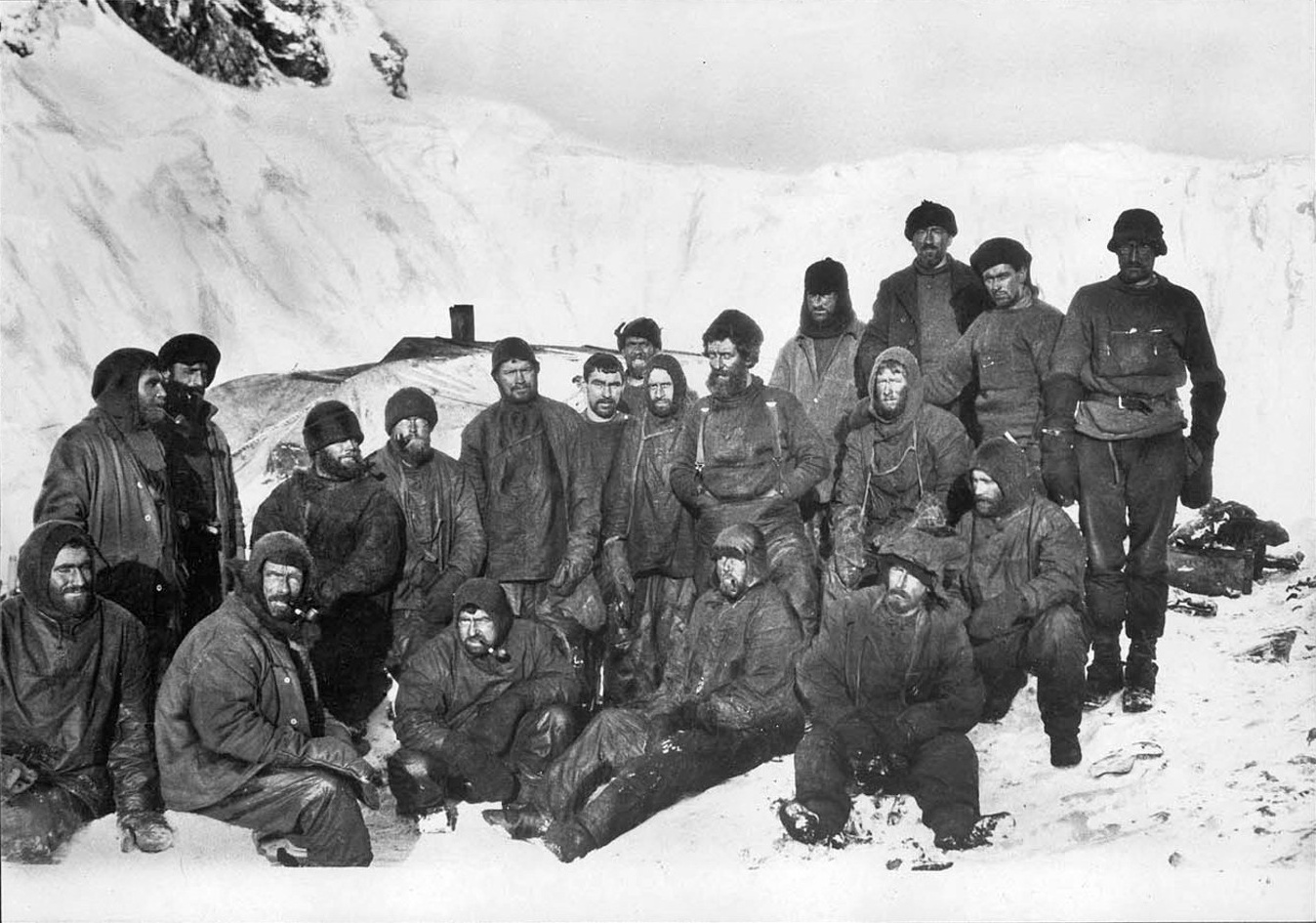
William Bakewell (Dritter von rechts, hockend) und der Großteil der anderen auf Elephant Island gestrandeten Männer der Endurance-Expedition (1916)

William Lincoln Bakewell (* 26. November 1888 in Joliet, Illinois; † 21. Mai 1969 im Marquette County, Michigan) war ein US-amerikanischer Seemann, der an der Endurance-Expedition (1914–1917) des britischen Polarforschers Ernest Shackleton in die Antarktis teilnahm.

## Leben
William Bakewell war der Sohn des aus England in die Vereinigten Staaten immigrierten Stahlarbeiters Thomas Bakewell (1861–1943) und dessen Frau Elizabeth (geborene Lincoln, 1868–1949). Im Alter von 11 Jahren ging er von zu Hause weg und war danach für 15 Jahre als Gelegenheitsarbeiter unterwegs, darunter auf einer Schaffarm in Montana.
1914 heuerte er im walisischen Newport gemeinsam mit Perce Blackborow auf dem Viermaster Golden Gate mit Kurs Südamerika an. In Buenos Aires musterten beide ab. Unter der falschen Vorgabe, Kanadier zu sein, gelang es Bakewell, als Matrose auf der Endurance eingestellt zu werden, die dort auf dem Weg in die Antarktis einen Zwischenhalt einlegte. Mit der Unterstützung durch Walter How schmuggelte er Blackborow an Bord. Während der Weiterfahrt der Endurance erlernte er Navigationstechniken in der Hoffnung, später ein eigenes Boot zu unterhalten. Thomas Orde-Lees beschrieb ihn in seinen Aufzeichnungen als „irgendwie vornehm“ und „respektvoll“, Shackleton als „eine Stufe höher als die übrigen Seemänner“. Nach dem Untergang der Endurance im November 1915 und dem Zwangsaufenthalt auf dem Eis des Weddell-Meeres gehörte er zu den Männern, die rund viereinhalb Monate auf Elephant Island ausharrten, bevor sie am 30. August 1916 durch den Schlepper Yelcho gerettet wurden. Für seine Verdienste um die Expedition erhielt er die bronzene Ausführung der Polar Medal.
Nach seiner Rückkehr von der Forschungsreise arbeitete Bakewell als Verwalter auf einer Schaffarm in der Provinz Santa Cruz in Argentinien. Danach fand er eine Anstellung bei der britischen Handelsmarine. Zwei der Schiffe, auf denen er tätig war, sanken im Ersten Weltkrieg durch feindliche Torpedoangriffe. 1921 lehnte er nach einigem Schwanken Shackletons Angebot ab, an dessen Quest-Expedition (1921–1922) teilzunehmen. Er blieb bei der Handelsmarine, bevor er 1925 Elma Merle Potter (1892–1974) heiratete, sich in Illinois niederließ und dort bei der Eisenbahn als Stellwerker und in einem Elektrizitätswerk arbeitete. 1945 erwarben seine Frau und er eine Farm in Michigan, wo beide den Rest ihres Lebens verbrachten.
Seit 1970 ist er Namensgeber für Bakewell Island, eine Insel in der Antarktis.